# Кривај (Липовљани)
Кривај је насељено место у општини Липовљани, у западној Славонији, Република Хрватска.

## Историја
До нове територијалне организације налазило се у саставу бивше велике општине Новска.

## Становништво
На попису становништва 2011. године, Кривај је имао 307 становника.

## Попис1991.
На попису становништва 1991. године, насељено место Кривај је имало 400 становника, следећег националног састава:
| Попис 1991.‍  | Попис 1991.‍  | Попис 1991.‍ | Попис 1991.‍ | Попис 1991.‍ |
| ------------ | ------------ | ----------- | ----------- | ----------- |
|              |              |             |             |             |
| Хрвати       | Хрвати       |             | 283         | 70,75%      |
| Чеси         | Чеси         |             | 35          | 8,75%       |
| Словаци      | Словаци      |             | 31          | 7,75%       |
| Југословени  | Југословени  |             | 5           | 1,25%       |
| Мађари       | Мађари       |             | 5           | 1,25%       |
| Украјинци    | Украјинци    |             | 5           | 1,25%       |
| Срби         | Срби         |             | 4           | 1,00%       |
| Немци        | Немци        |             | 1           | 0,25%       |
| Пољаци       | Пољаци       |             | 1           | 0,25%       |
| неопредељени | неопредељени |             | 18          | 4,50%       |
| регион. опр. | регион. опр. |             | 2           | 0,50%       |
| непознато    | непознато    |             | 10          | 2,50%       |
| укупно: 400  |              |             |             |             |